# Francis Monkman
Francis Monkman (9. června 1949 Hampstead, Londýn, Anglie – 12. května 2023) byl anglický skladatel rockové, klasické a filmové hudby, zakládající člen progressive rockové skupiny Curved Air.

## Kariéra
Byl studentem Westminster School kde studoval varhany a cembalo, dále studoval na Royal College of Music, kde získal cenu Raymonda Rusela za virtuózní zvládnutí cembala a stal se členem hudebního sdružení Akademie sv. Martina v polích.
Koncem 60. let založil rockovou skupinu Sisyphus, která se vyvinula v průkopnickou skupinu Curved Air. Hrál na prvních třech albech, skupinu opustil po vydání alba Phantasmagoria (1972) a v krátké době se vrátil, aby účinkoval na turné, jehož výsledkem bylo vydání alba Live (1975).
Hrál na Minimoog a cembalo na druhém albu Eltona Johna z roku 1970, dále se podílel na albu Prologue (1972) skupiny Renaissance, pracoval s Al Stewartem na albu Past, Present and Future (1973) a v roce 1977 jezdil se skupinou The Shadows na jejich turné 20 Golden Greats Tour. V roce 1977 společně s Brianem Enem vytvořil projekt 801. Koncem 70. let nahrával hudbu pro televizi.
V roce 1978, společně s kytaristou a skladatelem Johnem Williamsem založil klasicko-rockovou hudební skupinu Sky se kterou zůstal do roku 1980.
V 80. letech se věnoval hraní a nahrávání klasické hudby a hudby k filmu.
Francis Monkman hrál na kytaru i na klávesy v Curved Air, na koncertech přepínal mezi oběma nástroji.